# Kawahara Shugo
Shugo Kawahara (sinh ngày 14 tháng 2 năm 1980) là một cầu thủ bóng đá người Nhật Bản.

## Sự nghiệp câu lạc bộ
Shugo Kawahara đã từng chơi cho Mitsubishi Mizushima và Fagiano Okayama.